# Saison 1927-1928 de la Can-Am
Saison précédente Saison suivante
La saison 1927-1928 est la deuxième saison de la Canadian-American Hockey League. Six franchises jouent chacune 40 rencontres. Les Indians de Springfield remportent le Trophée Henri Fontaine en battant les Castors de Québec en séries éliminatoires.

## Saison régulière
| Clt   | Équipe                 | PJ | V  | D  | N | BP | BC  | Pts |
| ----- | ---------------------- | -- | -- | -- | - | -- | --- | --- |
| +001, | Indians de Springfield | 40 | 24 | 13 | 3 | 90 | 71  | 51  |
| +002, | Tigers de Boston       | 40 | 21 | 14 | 5 | 80 | 71  | 47  |
| +003, | Castors de Québec      | 40 | 18 | 14 | 8 | 70 | 68  | 44  |
| +004, | Eagles de New Haven    | 40 | 16 | 20 | 4 | 81 | 90  | 36  |
| +005, | Reds de Providence     | 40 | 13 | 19 | 8 | 88 | 83  | 34  |
| +006, | Arrows de Philadelphie | 40 | 13 | 25 | 2 | 79 | 105 | 28  |

- En gras : champion de la saison régulière
- En italique : qualifié pour les séries

## Séries éliminatoires
Le premier tour des séries voit les Castors de Québec battre les Tigers de Boston 4 buts à 2 en deux matchs :
- Québec 2-2 Boston
- Boston 0-2 Québec

Les Indians, champions de la saison régulière, remportent ensuite la finale 22 buts à 14 en quatre matchs contre les Castors :
- Québec 2-1 Springfield
- Québec 2-1 Springfield
- Springfield 4-3 Québec
- Springfield 5-0 Québec